# Halse (Northamptonshire)
Halse – wieś w Anglii, w Northamptonshire. Leży 15,3 km od miasta Towcester, 28,3 km od miasta Northampton i 96,7 km od Londynu. W 2009 miejscowość liczyła 80 mieszkańców. Halse jest wspomniana w Domesday Book (1086) jako Hasou.